# Archipiélago Campana
El archipiélago Campana está situado en el océano Pacífico en la región austral de Chile, al sur del golfo de Penas. Las principales islas que lo forman son: Campana, Patricio Lynch, Aldea, Esmeralda, Orella y Covadonga.
Administrativamente pertenece a la Región de Aysén y a la Región de Magallanes.
Desde hace aproximadamente 6000 años sus costas fueron habitadas por el pueblo kawésqar. A comienzos del siglo XXI este pueblo había sido prácticamente extinguido por la acción del hombre blanco.

## Ubicación
El archipiélago se extiende por 76 millas (122,3 km) marinas en dirección sur desde el golfo de Penas (47°57′00″S 75°25′00″O / -47.95000, -75.41667) hasta el golfo Ladrillero (49°16′00″S 75°28′00″O / -49.26667, -75.46667)
Los canales Fallos y Ladrillero lo limitan por su lado oriental separándolo del archipiélago Wellington y sus costas occidentales están bañadas por el océano Pacífico.
Las principales islas son: Campana, Patricio Lynch, Aldea, Esmeralda, Orella y Covadonga. Entre ellas forman un conjunto de canales, algunos navegables, que pertenecen a los canales patagónicos chilenos. Todas son islas altas y sus costas formadas por tierras boscosas con grandes barrancos. La costa occidental es sucia y destaca numerosos peligros hasta 9 millas (14,5 km) afuera de la tierra.

## Geología y orografía
En el pasado se produjo un hundimiento del territorio provocado por el encuentro, frente a la península de Taitao, de tres placas tectónicas: la de Nazca y la Antártica que se mueven hacia el este, y la Sudamericana que se desplaza hacia el oeste. Esta situación ocasionó un notorio hundimiento del borde de la placa Sudamericana bajando los suelos a su nivel actual, lo que se puede comprobar por la fragmentación del territorio y la penetración del mar en los lugares hundidos, surgiendo gran cantidad de islas.
Data de la época terciaria; y es producto de la misma causa geológica que hizo aparecer primero la cordillera de la Costa y luego la de los Andes. En la edad glacial, tomó su aspecto actual siendo la continuación hacia el sur de la cordillera de la Costa.
Es de origen ígneo por la clase de roca que lo constituye y por su relieve áspero e irregular, característico de las cadenas de erupción.
Son una sucesión de tierras altas y barrancosas con numerosas cumbres y promontorios muy parecidos entre sí. Sus cabos y puntas terminan en forma abrupta. Lo anterior, unido al silencio y soledad del entorno hacen de estas islas y canales una de las regiones más bellas del planeta.
Las costas son acantiladas y sus canales, en general son limpios y abiertos, donde hay escollos estos están invariablemente marcados por sargazos.
Existen alturas bastante notables que sirven para reconocer la entrada a los diferentes senos, canales o bahías. Estas están claramente indicadas en las respectivas cartas y derroteros de la región.

## Climatología
La región es afectada continuamente por vientos del oeste y por el paso frecuente de sistemas frontales. Estos sistemas frontales se generan en la latitud 60° S, zona en la que confluyen masas de aire subtropical y masas de aire polar creando un cinturón de bajas presiones que forma los sistemas frontales.
Esta área tiene un clima que se conoce como “templado frío lluviosos” que se extiende desde la parte sur de la X Región de Los Lagos hasta el estrecho de Magallanes. Aquí se registran las máximas cantidades de precipitaciones, en isla Guarello se han alcanzado hasta 9000 mm anuales.
La nubosidad atmosférica es alta, los días despejados son escasos. La amplitud térmica es reducida, la oscilación anual es de aproximadamente 4 °C con una temperatura media de 9 °C. Precipita durante todo el año siendo más lluvioso hacia el otoño.
Existen solo dos estaciones: verano e invierno. El verano comienza en septiembre y los vientos empiezan a rondar del NW al SW. Los días comienza a ser más largos y en octubre puede haber algunos días despejados. En los meses de diciembre, enero y febrero los vientos ya soplan casi exclusivamente del SW con gran intensidad.
Las lluvias, en esta estación, son frecuentes pero no tan persistentes como en el invierno y se presentan bajo la forma de fuertes y copiosos chubascos. La mejor época del año es la que va de febrero a abril. En mayo se observan bravezas de mar que traen mucha marejada. En mayo caen las primeras nevazones las que continúan durante todo el invierno. Las nevazones a veces son tan espesas que la visibilidad se ve reducida a no más de 100 metros. El viento ha rondado al NW. Los meses de junio y julio se consideran los peores del año. El mal tiempo es el estado normal de la región, el buen tiempo es un accidente transitorio
En la mayoría de los senos, esteros y canales las tierras altas hacen cambiar la dirección del viento verdadero. El viento tiende a soplar a lo largo de los canales, siguiendo su dirección y hacia abajo en los valles.
En los puertos y fondeaderos que se encuentran a sotavento de las tierras altas, cuando los chubascos que soplan por lo alto encuentran quebradas o valles, bajan por ellos en forma repentina y violenta, a estos chubascos se les conoce como “williwaws”.
El viento dominante en toda la zona según el mes es: enero del NW – febrero del W – marzo y abril del W – mayo ronda al S – junio cambia al SW – julio y agosto entre el W al SW – septiembre del E y del N – octubre del W – noviembre del W al NW y en diciembre del WNW.

## Flora y fauna
En las laderas y hondonadas de los cerros crece un bosque tupido que se afirma en los intersticios de las rocas, los árboles se entrelazan unos con otros. Normalmente no se desarrollan sobre los 50 metros sobre el nivel del mar, pero donde está resguardado del viento dominante sube hasta los 200 y 300 metros sobre dicho nivel.
Sobre la roca desnuda se observa una formación esponjosa sobre la cual crecen líquenes y musgos desde los cuales surge el agua a la menor presión que se ejerza sobre su superficie. Algunos árboles son el haya, el tepú y el canelo.
El reino animal es muy reducido, se pueden encontrar el zorro y algunos roedores. Hay lobos y nutrias. Entre las aves terrestres y acuáticas podemos encontrar el martín pescador, el tordo, el zorzal, el cisne, el pato, el pingüino, el canquén, la gaviota y el quetro o pato a vapor. Entre los peces se encuentran el róbalo, el pejerrey, el blanquillo y la vieja. Entre los mariscos hay centollas, jaibas, erizos y choros

## Historia
A contar de 1520, con el descubrimiento del estrecho de Magallanes, pocas regiones han sido tan exploradas como la de los canales patagónicos. En las cartas antiguas la región de la Patagonia, entre los paralelos 48° y 50° Sur, aparecía ocupada casi exclusivamente por una gran isla denominada “Campana” separada del continente por el “canal de la nación Calén”, nación que se supuso existió hasta el siglo XVIII entre los paralelos 48° y 49° de latitud sur.
Desde mediados del siglo XX esos canales son recorridos con seguridad por grandes naves de todas las naciones, gracias a los numerosos reconocimientos y trabajos hidrográficos efectuados en esas peligrosas costas.
Por más de 6.000 años estos canales y sus costas han sido recorridas por los kawésqar, indígenas, nómades canoeros. Hay dos hipótesis sobre su llegada a los lugares de poblamiento. Una, que procedían del norte siguiendo la ruta de los canales chilotes y que atravesaron hacia el sur cruzando el istmo de Ofqui. La otra es que procedían desde el sur y que a través de un proceso de colonización y transformación de poblaciones cazadoras terrestres, procedentes de la Patagonia Oriental, poblaron las islas del estrecho de Magallanes y subieron por los canales patagónicos hasta el golfo de Penas. A comienzos del siglo XXI este pueblo había sido prácticamente aniquilado por la acción del hombre blanco.

## Producción

### Producción minera
Sólo se han encontrado minerales de piedra caliza en la isla Guarello el que es extraído y embarcado por la Compañía de Acero del Pacífico y de mármol en la isla Diego de Almagro.

### Producción ganadera
El seno Última Esperanza por la buena calidad de sus pastos es la única parte de esta región donde se ha desarrollado con excelente resultado la crianza de ganado ovejuno, lo que ha originado industrias de carnes frigorizadas, graserías y exportación de lanas.

## Descripción

### Canal Fallos
Mapa del canal
Corre entre las costas de las islas del archipiélago Campana por su lado occidental y las del archipiélago Wellington por su lado oriental. Su curso es prácticamente paralelo al del canal Messier. Comienza al sur del golfo de Penas y termina en el paso The Nick donde se une a los canales Ladrillero y Machado. Su largo es de 60 millas náuticas (111,1 km). Las primeras 30 millas náuticas (55,6 km) de su curso, a partir del golfo de Penas, están orientas en dirección SW y luego gira hacia el sur hasta su término.
En sus orillas la profundidad varía entre 250 y 400 metros llegando en su eje central a los 500 metros; la orilla occidental es más baja que la oriental. Rara vez el escandallo llega a los 90 metros.
En él desembocan varios canales transversales que permiten comunicarse fácilmente con el océano o con el canal Messier. Su gran desventaja es el acceso norte por lo cual es preferible emplear la ruta del canal Messier. La otra desventaja es que en su sector norte no hay fondeaderos apropiados para naves grandes en caso de encontrar temporales del NW.

### Isla Campana
Mapa de la isla
Es la mayor del archipiélago Campana. Está orientada del NNW al SSE con un largo de 41 millas náuticas (75,9 km), su ancho medio es de 9 millas náuticas (16,7 km). El extremo norte lo forma el cabo Bynoe y su extremo occidental el cabo Dyer. La costa oriental es muy recortada y quebrada formando varios senos y esteros
Por su lado este corre el canal Fallos que la separa del archipiélago Wellington, por el sur el canal del Castillo que la separa de la isla Aldea y por el oeste el océano Pacífico y el canal Octubre que la separa de las islas Patricio Lynch, Cabrales y Riquelme.
Es de relieve montañoso. En su costa occidental se encuentran los picos Dora Norte y Dora Sur, los montes Serrucho y Roth, el pico Agudo y el cerro Tiburón.

### Isla Patricio Lynch
Mapa de la isla
Situada al SW de la isla Campana como si estuviese engastada en ella. Su orientación es N-S, el mayor largo en este sentido es de 18 nmi y su ancho medio de 14 nmi. Por sus lados norte y este corre el canal Octubre que la separa de la isla Campana y por el sur un canal sin nombre que la separa de la isla Cabrales.
Es montañosa. Su parte este está recorrida por cumbres como el pico Breaker de 846 metros, los montes Maipo y Lafrenz, el monte Pardo de 600 metros y los picos Paralelos de 630 metros de alto.

### Canal Octubre
Mapa del canal
Corre entre la isla Campana por su costado este y las islas Patricio Lynch, Cabrales y Riquelme por su lado oeste. Tiene un largo total de 28 millas náuticas (51,9 km) que se despliega desde su entrada norte en el océano Pacífico por 4 millas náuticas (7,4 km) en dirección SE, luego al NE por 7 millas náuticas (13,0 km) , girando bruscamente hacia el sur por 17 millas náuticas (31,5 km) hasta desembocar en el canal del Castillo.
Su entrada oceánica está repleta de rocas y escollos, peligrosa aun para embarcaciones menores. En sus orillas hay varios senos y esteros donde podrían haber fondeaderos, pero el canal no ha sido levantado por lo que no se recomienda su navegación.

### Isla Cabrales
Mapa de la isla
Situada al sur de la isla Patricio Lynch. Es alargada en dirección NNE-SSW en cuya dirección tiene un largo de 16 millas náuticas (29,6 km) por un ancho en su extremo oeste, al océano Pacífico, de 6 millas náuticas (11,1 km) y un ancho en su extremo este, al canal Octubre, de 2 millas náuticas (3,7 km).
En su lado norte corre un canal muy estrecho sin nombre que la separa de la parte sur de la isla Patricio Lynch, en su extremo este se encuentra el canal Octubre que la separa de la isla Campana, por el sur el canal del Castillo la separa de las islas Riquelme, Hyatt, y Esmeralda, por el oeste se encuentra el océano Pacífico.

### Canal del Castillo
Mapa del canal
Fluye entre las islas Campana, Riquelme y Cabrales por el norte y las islas Aldea, Hyatt y Esmeralda por el sur. Tiene un largo de 25 millas náuticas (46,3 km) en dirección general NE-SW.
Su parte este es angosta, sector en que la corriente de marea tira hasta 3 nudos. Profundo y sin peligros aunque algo estrecho en algunos sectores. Es la ruta más recomendable para navegar desde el canal Fallos al océano.

### Isla Riquelme
Mapa de la isla
Ubicada cerca del extremo SE de la isla Patricio Lynch entre las aguas del canal del Castillo. Tiene 7 millas náuticas (13,0 km) de largo por un mayor ancho de 3 millas náuticas (5,6 km). Montañosa, tiene una cumbre de 500 metros de alto.
Las aguas del canal del Castillo la separan por el norte y el oeste de la isla Cabrales, por el este de la isla Campana y por el sur de las islas Aldea, Orella y Hyatt.

### Isla Aldea
Mapa de la isla
Situada en el costado oeste del canal Fallos cerca del lado SE de la isla Campana, Tiene forma triangular. Mide 13 millas náuticas (24,1 km) de largo por 7 millas náuticas (13,0 km) de mayor ancho.
Por el norte, el canal del Castillo la separa de la isla Campana por el este, el canal Fallos la separa de la isla Wellington por el sur, el canal Cochrane la separa de la isla Orella y por el oeste la bañan las aguas del canal del Castillo.
Es montañosa y en el interior de su costa oriental se elevan el cerro Casquete y el monte Rendez-Vous.

### Canal Cochrane
Corre entre el lado sur de la isla Aldea y el lado norte de la isla Orella. Une el canal Fallos con el canal del Castillo. Tiene una orientación NW-SE casi recta de 11 millas náuticas (20,4 km) de largo.

### Isla Orella
Mapa de la isla
Situada al SSW de la isla Aldea. Tiene 13 millas náuticas (24,1 km) en dirección N-S por 10 millas náuticas (18,5 km) a 90°. Por su lado norte corre el canal Cochrane que la separa de la isla Aldea, por el lado este el canal Fallos que la separa de la isla Wellington, por el lado sur el canal Ladrillero que la separa de la isla Angamos y por el lado oeste el canal Sotomayor que la separa de las islas Esmeralda y Videla.
En su costa este se forma la bahía Prusiana, de gran tamaño, pero que sólo ofrece un fondeadero recomendable en puerto Köning.

### Canal Sotomayor
Mapa del canal
Fluye entre la costa oeste de la isla Orella y las costas este de las islas Videla y Esmeralda. Tiene una orientación general NNW-SSE, un largo de 16 millas náuticas (29,6 km) y un ancho medio de 1 milla náutica (1,9 km) aunque en algunas partes se estrecha bastante. Une el canal Ladrillero con los canales Cochrane y del Castillo.
Denominado Sotomayor en memoria de José Sotomayor, compañero del piloto Machado en su viaje al sur.

### Isla Esmeralda
Mapa de la isla
Localizada al SW de la isla Orella es de forma muy irregular. Mide 21 millas náuticas (38,9 km) en su eje más largo por 13 millas náuticas (24,1 km) en el que le sigue. Por su lado norte corre el canal del Castillo cuyas aguas la separan de la isla Cabrales, por sus lado noreste y sureste los canales Sotomayor y Ladrillero que la separan de las islas Orella y Angamos respectivamente; por el sur el canal Covadonga que la separa de la isla Stosch y por el oeste el océano Pacífico.
Es montañosa; en el sector este sobresale el cerro Norte de 670 metros de alto y en el sector oeste el monte Dublé de 636 metros.
Sus costas son muy quebradas formando varios esteros y senos. Su costa occidental es sucia hasta 4 nmi fuera de tierra.

### Canal Riquelme
Mapa del canal
Corre entre la isla Esmeralda por su ribera norte y la isla Covadonga por su ribera sur. Tiene 11 millas náuticas (20,4 km) de largo, uniendo el océano Pacífico con el canal Covadonga. Su entrada oceánica está plagada de rocas y peligros, pero por su ancho, 1 nmi, es la mejor ruta de acceso desde el Pacífico a la parte interior del canal Covadonga. Su profundidad mínima es de 11 metros.

### Isla Covadonga
Mapa de la isla
Ubicada al SW de la isla Esmeralda, abierta al océano Pacífico. Su orientación general es NNW-SSE con 9 millas náuticas (16,7 km) de largo en este sentido y 4 millas náuticas (7,4 km) a 90°. Por el norte corre el canal Riquelme que la separa de la isla Esmeralda, por el este y sur el canal Covadonga que la separa de la isla Stosch y por el oeste con el océano Pacífico.
Es montañosa; en su extremo NW se elevan el monte Valenzuela de 721 metros de alto y otra cumbre de 811 metros. En el SE se alza cerro de 588 metros. En su costa sur se podrían encontrar algunos fondeaderos para buques chicos.

### Canal Covadonga
Mapa del canal
Fluye entre las islas Esmeralda y Covandonga por sus lados norte y este, la isla Stosch por el sur y por varias rocas, arrecifes e islas pequeñas por el lado oeste en que se une al océano Pacífico. Tiene una longitud de 30 millas náuticas (55,6 km) en un curso tortuoso que une el canal Ladrillero con el océano Pacífico.
Es profundo y libre de peligros excepto en su salida al Pacífico. Las corrientes de marea tiran hasta 3 nudos. Los cerros que lo bordean son de estructura pedregosa y desprovista de vegetación. Puede ser navegado sólo si se cuenta con un práctico.

### Isla Stosch
Mapa de la isla
Situada al sur de la isla Esmeralda y al sureste de la isla Covadonga. De forma muy irregular tiene una orientación NNE-SSW con un largo de 19 millas náuticas (35,2 km) y un ancho medio de 6 millas náuticas (11,1 km). Por su lado NE corre el canal Covadonga, por el SE el canal Ladrillero, por el S el golfo Ladrillero y por W los canales Orella y Covadonga.
Es montañosa y tiene las siguientes cumbres: una cumbre de 907 metros cerca de la costa SW, el pico Agujas y el monte Nadelkissen de 960 metros en su extremo NW. El lado SW es muy rocoso y sucio hasta más de 7 nmi de la costa.

### Canal Orella
Mapa del canal
Corre entre las islas Carlos, Arturo y Montague que forman su ribera oeste y la isla Stosch por su ribera este. Es muy angosto y está lleno de islotes y rocas que dificultan su navegación. Tiene 10 millas náuticas (18,5 km) de largo. Su extremo norte desemboca en el canal Covadonga y su extremo sur en el golfo Ladrillero.
En la parte norte se encuentra puerto Orella, muy frecuentado por los loberos que cazan lobos en las rocas Western.

### Canal Ladrillero
Mapa del canal
Fluye entre las islas Orella, Esmeralda y Stosch que forman su ribera norte y las islas Lavinia, Angamos y Wellington que fijan su ribera sur. Mide 27 millas náuticas (50,0 km) de largo en dirección general NE-SW. Comienza en su extremo NE en el paso The Knick donde finaliza el canal Fallos y termina en el golfo Ladrillero. En su curso se le unen varios canales: Sotomayor, Covadonga y Hernán Gallego.

### Golfo Ladrillero
Mapa del golfo
Situado entre los paralelos 49° 15' y 49° 22' de latitud sur. Tiene una boca de 8,5 millas (13,7 km) de ancho entre la isla Montague y las rocas Vorposten por 9 millas (14,5 km) de saco hacia el E.
Su entrada, libre de peligros, conduce a la entrada sur del canal Ladrillero y a la entrada norte del canal Picton.